# Putinga
Putinga is een gemeente in de Braziliaanse deelstaat Rio Grande do Sul. De gemeente telt 4.242 inwoners (schatting 2009).